# والوه
والِوه (به ایتالیایی: Valleve) یک کومونه در ایتالیا است که در استان برگامو واقع شده‌است. والوه ۱۴٫۹ کیلومتر مربع مساحت و ۱۴۵ نفر جمعیت دارد و ۱٬۱۴۱ متر بالاتر از سطح دریا واقع شده‌است.